# Presse-purée
Pour les articles homonymes, voir Presse et Presse-purée (grenade allemande).
Un presse-purée, ou presse légume est un ustensile de cuisine, constitué d'un manche et d'une grille ou d'un embout en zigzag et destiné à écraser des légumes, en particulier les pommes de terre, pour en faire de la purée plus ou moins épaisse.

## Histoire
Le premier presse-purée mécanique à manivelle ou Passe-vite a été inventé et breveté par Victor Simon en Belgique en 1928 ; quatre ans plus tard, en 1932, Jean Mantelet dépose en France un brevet pour un presse-purée à manivelle appelé « moulinette presse-légumes ».

Différents types de presse-purée
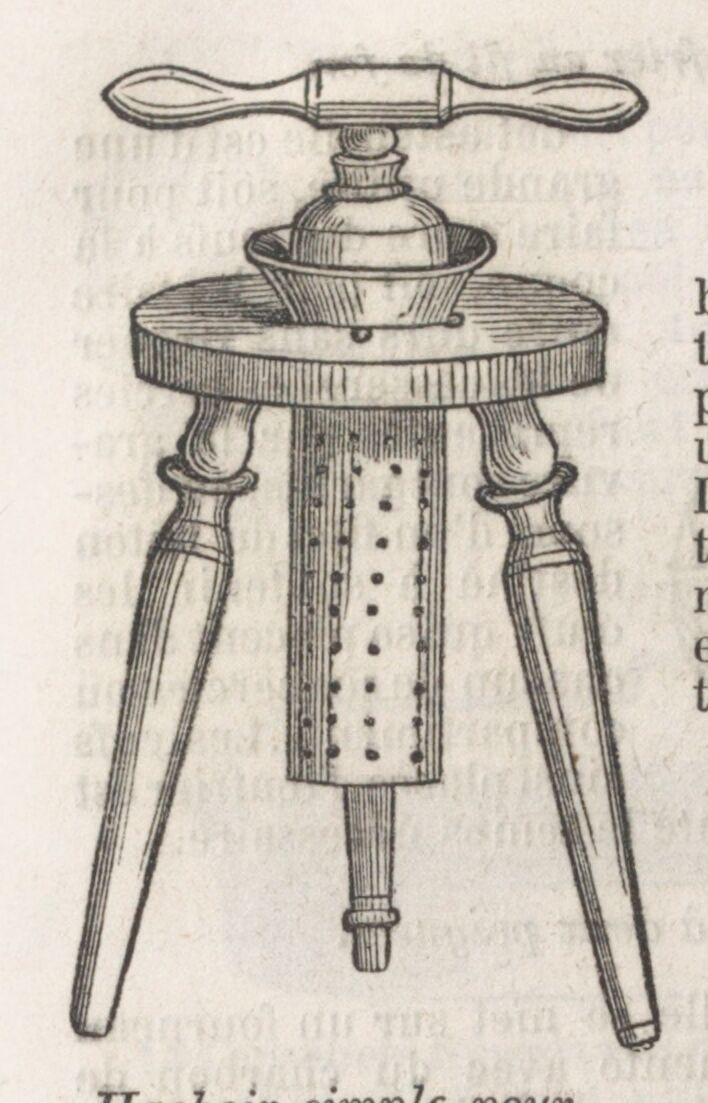
Presse-purée à cylindre vertical, 1869
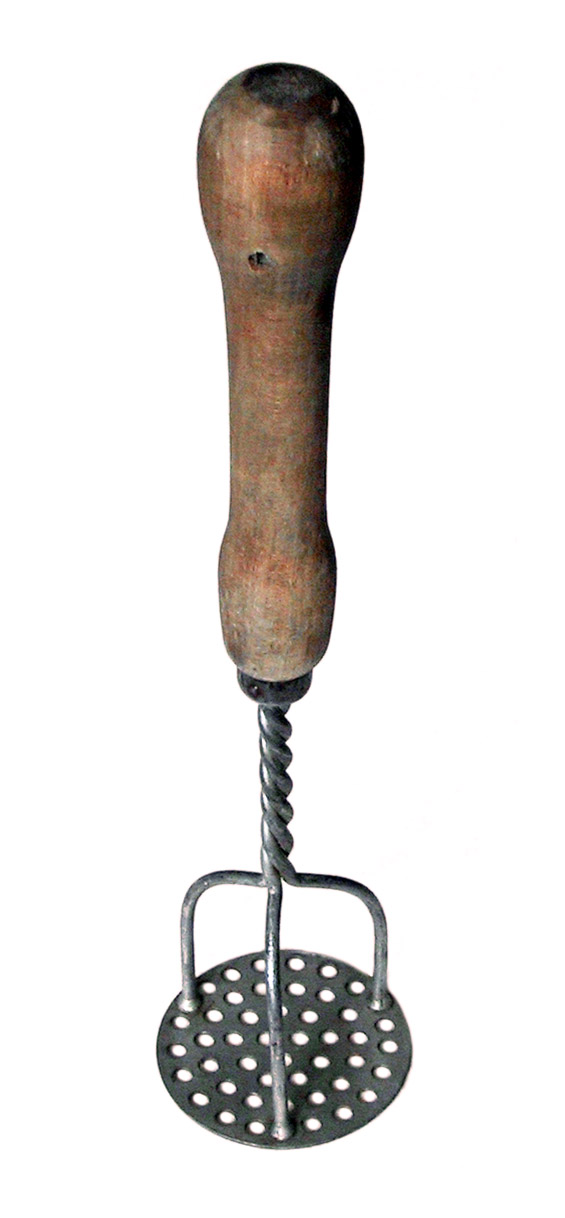
Ancien presse-purée à grille.
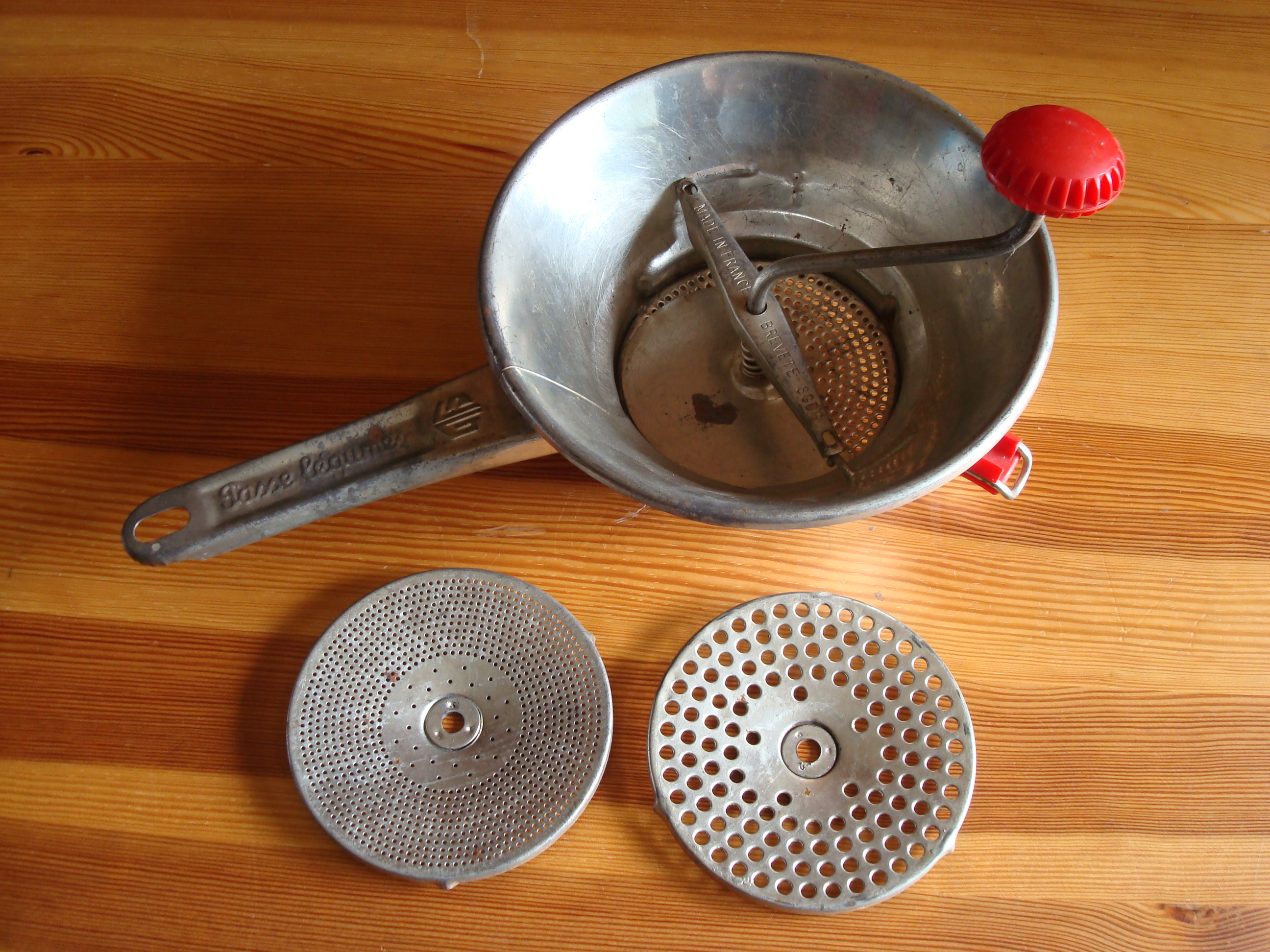
Passe-légumes avec des grilles interchangeables permettant d'obtenir une purée plus ou moins fine.
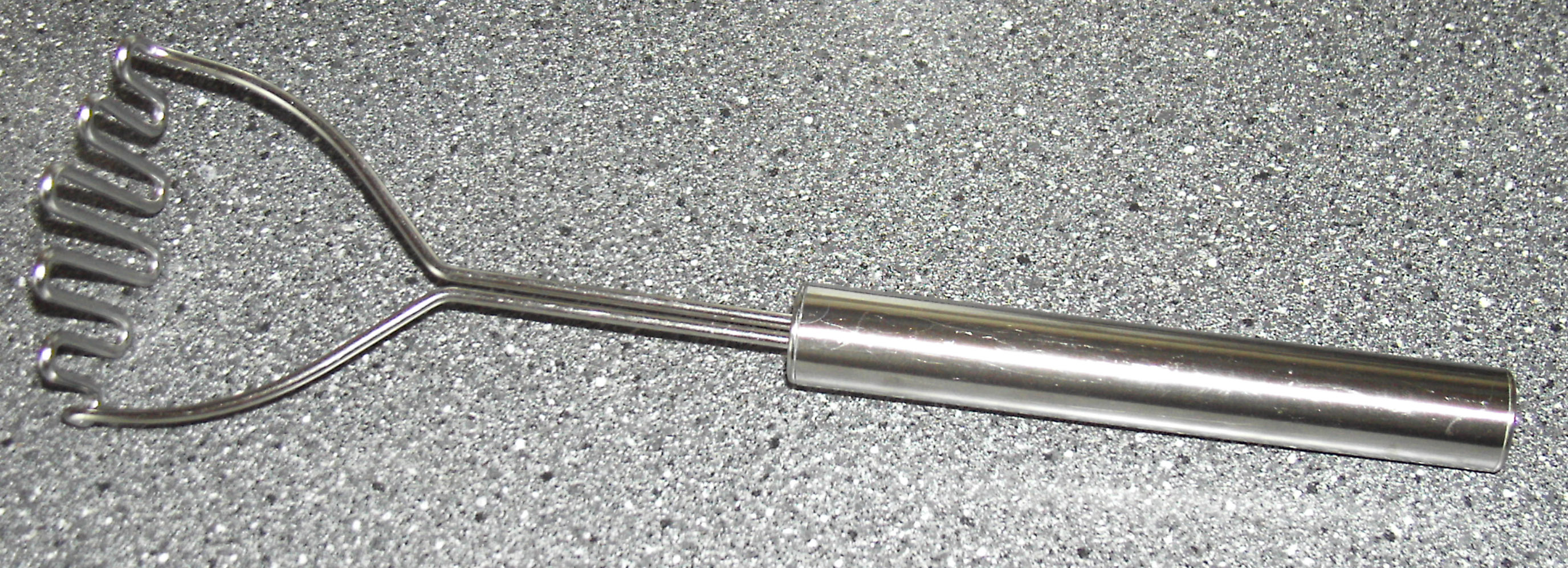
Presse-purée en acier inox, à embout en zigzag.
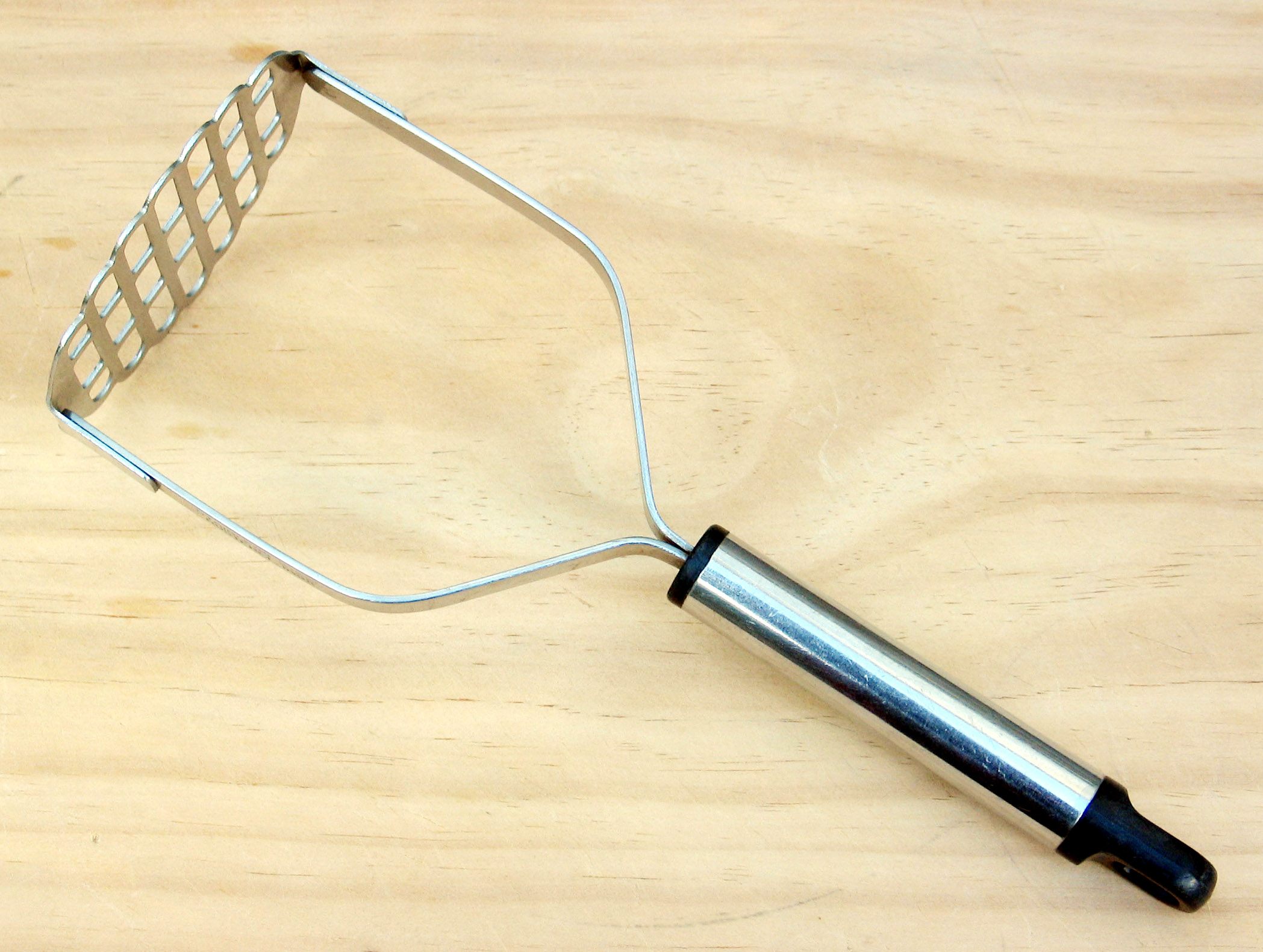
Presse-purée à grille, en acier inox.

Cependant dans le tarif-album de 1912 de la Manufacture Française des armes et cycles de Saint-Étienne, on voit déjà apparaître une passoire automatique "agitateur spécial qui force la sauce ou les purées à traverser rapidement les tamis, sans aucune perte."[réf. nécessaire]